# Macintyre River (vattendrag i Australien)
Macintyre River är ett vattendrag i Australien. Det ligger i delstaten New South Wales, i den sydöstra delen av landet, omkring 580 kilometer norr om delstatshuvudstaden Sydney.
Omgivningarna runt Macintyre River är i huvudsak ett öppet busklandskap. Trakten runt Macintyre River är nära nog obefolkad, med mindre än två invånare per kvadratkilometer. Genomsnittlig årsnederbörd är 782 millimeter. Den regnigaste månaden är januari, med i genomsnitt 190 mm nederbörd, och den torraste är september, med 19 mm nederbörd.